# Martijn Nieuwerf
Martijn Nieuwerf (Den Haag, 10 december 1966) is een Nederlands toneel- en filmacteur.
Hij kreeg bij het grote publiek vooral naamsbekendheid door zijn rol als Maarten in De Zevensprong en als de corrupte officier van justitie Jens Bols in Flikken Maastricht.

## Carrière
In 1994 studeerde Nieuwerf af aan de Amsterdamse Toneelschool. Hij was in 1990 een van de oprichters van toneelgezelschap 't Barre Land, waarmee hij meer dan vijftig voorstellingen maakte.
Sinds 2013 werkt Nieuwerf als freelance-acteur. Hij speelde in voorstellingen bij oa. Het Nationale Theater, DeLaMar, Toneelgroep Oostpool, Theater Utrecht, Noord Nederlands Toneel, De Toneelschuur, Bellevue en Frascati.
Nieuwerf is te zien in tal van films en televisieseries, waaronder: Flikken Maastricht, Oogappels, Commando's, A'dam - E.V.A., Dit Zijn Wij en de Engelse politieserie Van Der Valk.
In 2014 ontving Nieuwerf de Arlecchino voor zijn rol in Caligula van Theater Utrecht. In 2009 was hij al eens genomineerd voor deze prijs voor De laatste dagen der mensheid van ’t Barre Land. Op het Los Angeles International Film Festival van 2010 kreeg hij voor Linoleum de prijs voor de beste mannelijke bijrol. Bij zijn afstuderen van de Amsterdamse Toneelschool werd hem de Top Naeff Prijs toegekend.
Van zijn hand verschenen vertalingen van toneelstukken van oa. Oscar Wilde, Samuel Beckett, Tom Stoppard, Anton Tjechov, J.W. von Goethe en Georges Perec. Een aantal hiervan zijn uitgegeven bij De Nieuwe Toneelbibliotheek.
Verder speelt Nieuwerf basgitaar in theater- muziekproducties en is hij werkzaam als stemacteur en als gastdocent op verschillende toneelscholen.

## Privé
Martijn Nieuwerf is getrouwd met kostuumontwerper en actrice Daphne de Winkel. Ze hebben een dochter en een zoon.
Nieuwerf is de zoon van jazz-gitarist Peter Nieuwerf en zangeres en redacteur Annelies Bouma.

## Filmografie
- Gemeinsame Normdatei: 143178490
- International Standard Name Identifier: 0000 0003 7188 140X
- Virtual International Authority File: 161173041
- WorldCat: E39PBJpTXGM6KK7YfJy9xjxYyd